# 亞歷山德里亞鎮區 (明尼蘇達州道格拉斯縣)
亞歷山德里亞鎮區（英語：Alexandria Township）是位於美國明尼蘇達州道格拉斯縣的一個行政鎮區。

## 地方資料
亞歷山德里亞鎮區的面積為64.45平方千米，當中陸地面積為53.03平方千米，而水域面積為11.42平方千米。根據2020年美國人口普查的數據，當地共有人口2964人，而人口密度為每平方千米45.99人。